# 申立国
申立国（1949年—），男，河南淇县人，中华人民共和国政治人物。

## 生平
1992年，担任中共牡丹江市委书记。1999年，升任黑龙江省人民政府副省长。2008年，改任黑龙江省人大常委会副主任。